# زن لوط
زن لوط یکی از شخصیت‌های سفر پیدایش در تورات است و اولین بار در باب ۱۹ آن کتاب از او یاد شده اما نویسنده نامش را مشخص نکرده‌است. در این روایت، زمانی که سدوم نابود شد، به لوط و خانواده‌اش دستور دادند برای نجات پیدا کردن از آنجا خارج شوند و به عقب نگاه نکنند. اما زن به عقب نگاه کرد و تبدیل به ستونی از نمک شد. ظاهراً نویسنده تورات تلاش داشته برای شباهت ستون‌های نمک دره اردن به انسان، توضیحی ارائه کند.
تبدیل شدن زن لوط به ستون نمک به سرگذشت ائورودیکه و شوهرش اورفئوس در اساطیر یونانی شباهت زیادی دارد. در زمان فرار اورفئوس و ائورودیکه از جهان مردگان، به آن‌ها گفته شده بود ائورودیکه پشت سر اورفئوس حرکت کند و اورفئوس نباید تا زمان رسیدن به جهان زندگان عقب را نگاه کند اما اورفئوس به عقب بازگشت و ائورودیکه از جلوی چشمانش محو شد. عیسی در باب ۱۷ انجیل لوقا همسر لوط را به عنوان هشداری به آنان که ممکن است از «پسر انسان» بازگردند، یادآوری می‌کند. در قرآن نیز به همسر لوط اشاره شده‌است.